# Deesje
Deesje is een Nederlandstalig kinderboek, geschreven en getekend door Joke van Leeuwen. Het werd uitgegeven in 1985 door Uitgeverij Querido (Amsterdam) en een aantal maal herdrukt (6e druk: 2003). De doelgroep is 8+.

## Vertalingen en prijzen
Het boek werd vertaald in het Zweeds, Spaans en Italiaans. In het Duits verscheen het onder de titel Deesje macht das schon, vertaald door Mirjam Pressler (1987).
In 1986 werd Deesje bekroond met een Gouden Griffel en een Zilveren Penseel. In Duitsland won Deesje, in de vertaling Deesje macht das schon, de Duitse Jeugdliteratuurprijs (1988).

## Inhoud
Deesje, een achtjarig meisje, gaat bij haar 'halftante' en haar nichtje logeren. Ze gaat erheen met de trein, maar kan na aankomst op het perron in de drukte haar tante niet vinden. Als ze haar tante wil bellen vanuit een telefooncel, blijkt ze het briefje met haar telefoonnummer te zijn kwijtgeraakt. Pogingen om dit nummer te achterhalen mislukken, waardoor ze allerlei vreemde mensen aan de telefoon krijgt.
Ze verdwaalt in de stad, ontmoet Tina Teen, meneer Hekkensluiter en meneer Paprika, maakt allerlei avonturen mee en gaat per ongeluk met een bus mee, omdat ze wordt aangezien voor Geesje, die eigenlijk in deze bus had moeten zitten. Hierdoor komt ze zelfs op tv en uiteindelijk vindt haar tante haar in de tv-studio.
Deesje is een apart, introvert en fantasievol meisje. Doordat ze te lang wacht met iets te zeggen, uit verlegenheid of omdat ze de kans niet krijgt, stapelen de misverstanden zich op. Dit leidt tot een reeks aan grappig beschreven situaties.

## Boekbesprekingen
Na verschijning en na de toekenning van de Gouden Griffel verschenen er in verschillende kranten besprekingen van het boek.
- "Gelukkig brengt Joke van Leeuwen enig leven in de brouwerij. (...) Haar nieuwst boek Deesje bevat een luchtige opeenstapeling van misverstand en avontuur. (...) Wanneer Deesje uit logeren gaat bij haar halftante bereikt ze langs wonderlijke omwegen en met een inmiddels gegroeid zelfvertrouwen de plaats van bestemming. (...) Het bijzondere van Van Leeuwen is dat kijken en lezen bij haar gelijkwaardige activiteiten zijn". (Bregje Boonstra, NRC Handelsblad, 1985).[1]
- "Als onbetwiste topper komt zonder meer het boek Deesje van Joke van Leeuwen uit de bus. (...) Wel een bewijs dat er bij deze auteur sprake is van een bijzonder koppeling van schrijf- en tekentalent. (...) Juist haar verlegenheid maakt dat ze in de meest onverwachte avonturen verzeild raakt. (...) Vooral via de tekst zullen ze veel van wat Deesje emotioneel ervaart sterk meevoelen, zoals de manier waarop volwassenen over de hoofden van kinderen heen beslissingen kunnen nemen, de angst om door andere kinderen niet geaccepteerd te worden, de behoefte om gewoon voor jezelf bezig te zijn in een eigen hoekje". (Wieke Goeman-Van Randen, Leeuwarder courant 1986).[2]